# Stazione di Vienna Praterstern
La stazione di Vienna Praterstern (in tedesco: Bahnhof Wien Praterstern) è una stazione ferroviaria di Vienna, capitale dell'Austria.

## Movimento
La stazione è servita dalle linee S1, S2, S3, S4 e S7 del trasporto ferroviario suburbano e dalle linee U1 e U2 della metropolitana di Vienna tramite la stazione di interscambio Praterstern.